# Autriche au Concours Eurovision de la chanson 2022
L'Autriche est l'un des quarante pays participants du Concours Eurovision de la chanson 2022, qui se déroule à Turin en Italie. Le pays est représenté par LUM!X et Pia Maria et leur chanson Halo, sélectionnés en interne par le diffuseur autrichien ÖRF. Le pays se classe 15e avec 42 points en demi-finale, ne parvenant pas à se qualifier pour la finale.

## Sélection
La participation du diffuseur autrichien à l'Eurovision 2022 est confirmée le 20 octobre 2021, lors de la publication de la liste officielle des participants. Le 8 février 2022, le diffuseur annonce avoir sélectionné LUM!X et Pia Maria comme représentants. Leur chanson, intitulée Halo, est publiée le 11 mars 2022.

## À l'Eurovision
L'Autriche participe à la première demi-finale, le 10 mai 2022. Y recevant 42 points, le pays se classe 15e et ne parvient pas à se qualifier en finale.